# ゼロコロナ政策
ゼロコロナ政策（ゼロコロナせいさく、簡体字中国語: 动态清零）とは、新型コロナウイルス感染症（COVID-19）への対策として都市封鎖など強権的な手法によって市中感染を徹底的に抑え込もうとする政策。特に中華人民共和国において中国共産党が推し進める厳格な行動制限などを通じて、感染症の完全な封じ込めをはかる政策がよく知られる。
過去にシンガポールやベトナムなどの国々もゼロコロナ政策を採用したが方針転換した。日本では立憲民主党が提唱した。

## 中国

### 発生後
中国ではCOVID-19発生後に「国内に新型コロナウイルスの存在を許さない（零容認＝ゼロコロナ）」方針を掲げ、厳格な行動制限を伴う非常に厳しい政策を取り、2020年半ばには国内の新規感染がほぼ抑え込まれ、事実上「ゼロコロナ」に近い状況を実現させた。中国共産党はこれを「政治・社会体制の勝利」としてプロパガンダに利用し、特にアメリカを筆頭とする西側先進国など他国の政府や政治体制の無策ぶりをメディアが書きたてるなどした。しかしその当時の状況では欧米諸国や日本も含め、基本的にすべての国が新型コロナの完全な終息を目指しており、「ゼロコロナ」という表現は見られなかった。「ゼロコロナ」が注目され始めたのは、デルタ株出現以降である。この従来型ウイルスの2倍以上の強い伝染性があるとされる強力な感染性を持つデルタ株の出現に、欧米諸国などでは次々に「ゼロコロナ」の実現を放棄し新型コロナウイルスの消滅は不可能との前提に立ち、治療薬の開発とワクチン接種の拡大などを軸に、同ウイルスとの共存を目指しながら社会を正常化させる「ウィズコロナ政策」に転換させた。

### デルタ株

#### デルタ株への対応
ところが2021年7月20日、江蘇省南京市の空港職員9人の感染によりデルタ株は中国国内にも広がったことが確認される。南京市政府は市民800万人にPCR検査と抗原検査を実施、184人の陽性者が確認された。さらに同月末までに8つの省、22の市で感染者が発生、9月には福建省の厦門市、莆田市、泉州市などで470人の陽性者が確認された。2021年10月までのデルタ株の感染者は計1000人を超えたとされ、中国政府に大きな衝撃を与えた。この事実は国内世論に大きな影響をもたらせ、デルタ株の出現を機に、ゼロコロナ政策を転換し、「ウイルスとの共存（ウィズコロナ政策）」を目指すべきとする見方も専門家の間で上るようになる。これに対して中国のメディアは次々と批判的な記事を掲載、「他国政府は無策の結果、仕方なくゼロコロナを諦めざるを得なくなったに過ぎないのに、なぜ中国が追随する必要があるのか」など世論も多数は政府に寄り添ったものであった。こうした動きの中、中国政府はより厳格な隔離体制を推し進め、広東省の国際空港近くで敷地面積25万㎡、5000室の隔離施設「広州市国際健康ステーション」を建設、9月下旬に運用を開始した。ゼロコロナの維持のためには市中に散在するホテルでは対処しきれないための措置で、最新設備を備えた専門施設であった。コロナ関連規制撤廃の動きを見せる欧米諸国とはあきらかに一線を画し、事実上の「鎖国状態」に近い状態で、ゼロコロナの維持に向けての長期戦の構えを見せた。
2021年11月中旬からは特に首都・北京市の新型コロナウイルス対策が厳しくなり、北京市内に入るすべての人を対象に48時間以内に受けたPCR検査の陰性証明の提示が義務付けられた。市外に出た場合、日帰りでも北京に戻る前にPCR検査が必要となる。同時に過去14日以内に1人でも感染者が出た地域を訪問した者が、市内へ立ち入ることを制限する方針も打ち出された。これは2022年北京オリンピックと3月の全国人民代表大会対策と考えられる。12月23日には、陝西省西安市において累計1000人を超える感染者数が確認されたことを受けてロックダウンが実施され住民の外出が原則禁止にされた。

#### 対応に対する分析
中国疾病予防コントロールセンターの呉尊友氏は2021年11月28日、「ゼロコロナ政策」によって、中国は少なくとも4,784万人の感染を防ぐことができ、95万人の死亡を防いだとの見解を示した。2021年2月を例にとると、中国の新型コロナ感染発生時から約1年間の香港、台湾を除く全死者数は4500人ほどで、アメリカの1日の死者数5463人（2021年2月12日）よりも少なくその効果は絶大だった。中国政府はいかにアメリカ社会が悲惨な状況に陥り、経済は疲弊し失職者が街にあふれ、それに比較し中国の社会制度がいかに優れているかを強調した。中国当局が自国のゼロコロナ政策の有効性をアピールし、諸外国の政府の対応をネガティブに伝えたことで国民は常日頃の強権的な体制に不満を持ちながらも、新型コロナ対策については世論はほぼ政府支持一色となるとともに、自国への誇りと安心感が芽生えたと同時に有効な対策を取れない諸外国に対して優越感、時には哀れみや嘲笑に近い視線を作り出すことに成功した。中国で広く接種されている「不活化ワクチン」というタイプのワクチンは、ファイザーやモデルナなど欧米諸国で開発されたmRNAワクチンに比べると効果は低いが、運搬・保存が容易とされる。2021年10月4日現在、22億1456万回の接種を完了させ、人口カバー率で8割、12歳以上に限れば9割を超えた。だが、中国政府はさらに中国製mRNAワクチンの開発を急いだ。これは復星医薬集団のもので、ファイザー製ワクチンと呼ばれるものとほぼ同様の製品となる。また国有企業のシノファーム（SINOPHARM、中国医薬集団）も2022年の発売を目指してmRNAワクチンを開発中と伝えられる。
2021年12月には新たに発生したオミクロン株への警戒が強まる中、中国の衛生局は「ゼロコロナ政策」を堅持すべきとの考えを示した。中国国家衛生健康委員会は、「最近、中国国内で確認された感染例のすべては海外からのものである」との認識を示し、「ゼロコロナ政策」は政策が感染をコントロールする「宝物」と表現した。さらに「ゼロコロナ政策」とは異なる政策を実施している国の対応は、効果が不十分だとした上で、厳しい対策に伴う社会的損失を最小限に抑えるためには封鎖管理と大規模な検査の早急な実施が必要で、7日間以内に感染を制御すべきとの認識を示した。
中国共産党の習近平総書記（国家主席）がゼロコロナ政策にこだわる理由には、医療制度が貧弱な上に集団免疫がなく代替する魅力的な選択肢が存在しないこと。政権内部に反対勢力がなく自身の立場が確保されているという2つの事情が存在するためと見られている。

#### 2022年北京オリンピック・パラリンピックとの関連
2022年の北京オリンピック・パラリンピックの開催は中国政府の威信がかかっており、2020年の東京大会が1年延期の末に無観客開催となったことで完全な形での開催は国家としての力量を世界に顕示できるとの思惑もあるとされた。2021年10月3日、中国冬季オリンピック組織委員会は海外から参加する選手・役員は基本的に中国社会との接触を避け、一定の領域内での行動に限定する「閉鎖式管理」の実施と国外への観戦チケットの販売は行わないことを発表した。オリンピック開催後には都市封鎖中の上海で急激な感染拡大が進み、共産党政権への信頼を揺すぶった。

### オミクロン株以降

#### 対策の継続
オミクロン株の流行後も従来の対策は継続しており、2022年2月7日には広西チワン族自治区の百色市で全市民約360万人を対象にPCR検査と自宅隔離が命じられ、不要不急の企業活動、学校や公共交通機関の停止、幹線道路の閉鎖などの都市封鎖が実施された。
2022年の春節明けの香港での感染拡大で、中国共産党の機関誌の人民日報は2月7日に「新型コロナとの共生は誤り」とする香港の感染対策を批判する記事を出している。

#### ウイルスの変異と対応の分析
変異株のオミクロン株では感染率は高いが、入院率や重症化率、死亡率は従来株に比べて低いとされている。活動を厳しく制限するメリットが従来株のときよりも小さくなっているとして他国で活動制限が緩和されつつあるのに比べると、中国の感染対策は一線を画している。
2022年1月、地政学リスク分析を手掛けるコンサルティング会社のユーラシア・グループが2022年の「十大リスク」をまとめた報告書レポートを出し、「初期のゼロコロナ政策の成功と、それを習近平党総書記の個人的な手柄にしたことで、今さら軌道修正ができなくなった。ゼロコロナ政策では今後、感染の抑制は望めず、より大規模な集団感染が発生して、もっと厳しいロックダウンが必要になる」「中国は自らの成功の犠牲」となり、出口を見つけ出すのが困難で、世界的な経済の混乱と各国の政情不安定化につながる可能性を指摘した。対して、中国共産党系英字紙のチャイナ・デーリーは1月14日、「政治的偏見に満ちたばかげた憶測」だと強く反発した。中国がいち早く開発したワクチンは人口の多い中国で国民に早くワクチンを打つことに成功したが、このワクチンは西側諸国で用いられるメッセンジャーRNA（mRNA）ワクチンに比べ、オミクロン株に対する有効性が低いことが分かっている。専門家の多くは、より感染力が強いオミクロン株への脆弱性が増している点を指摘し、当初のゼロコロナ戦略の成功がかえって仇になると考える者もいる。
世界保健機関のテドロス・アダノム事務総長は2022年5月、「ウイルスの振る舞いを考えると、ゼロコロナ規制は持続可能ではないと考えている」と中国のゼロコロナ政策に対し、異例の批判を行い人権への憂慮を示した。

### 主要都市での都市封鎖
CNNの集計によると2022年8月20日以来、省都の15都市と天津市を含む少なくとも74都市で全域または地区を対象とするロックダウンが実施された。
上海市
上海市では2022年3月に1日数千人の感染者が報告され、同月から6月までロックダウンを実施した。
武漢市
武漢市では2022年7月に江夏区で新型コロナウイルスの無症状感染者が4人確認されたため3日間のロックダウンを実施した。
成都市
成都市では2022年9月1日から市全域を対象としてロックダウンを実施して住民2100万人の外出を制限した。

### 不満と反発
2020年の半ばには中国国内の新規感染者のほぼゼロを達成したものの、強権的な行動制限が伴うことから不満の声が上がることも少なくなかった。
雲南省瑞麗市では国境と隣接するミャンマーからの感染者流入の予防対策として、2021年3月から断続的に封鎖措置が取られた。これにより経済活動は低迷し多くの市民の収入は激減、「地獄だ」との声もネット上に散見された。厳しい制限をかいくぐり市外に脱出する人も多く、「40万人の人口が10万人強に減った」と伝える新聞もあった。
2022年10月13日、中国共産党第二十回全国代表大会の開催を控えていた北京市で「コロナ対策ではなく自由がほしい」などと書かれた横断幕が一時掲げられる事態が発生した。
カタールで開催されている2022 FIFAワールドカップは、国営放送局の中国中央電視台（CCTV）を通じて中国全土に中継された。中国ではサッカーの人気がとても高く、中国企業も大会のスポンサーになっているほどであるが、 会場で人々がマスクを着けずに歓喜している様子が伝えられたり（後にカットされた）、集まって騒ぎながらテレビ観戦ができないことに人々もいら立っている。
2022年11月24日夜、新疆ウイグル自治区のウルムチでマンション火災が発生し計19人が死傷した。この火災の際にロックダウンの影響でマンションへの消火や住民の救助活動が遅れたとの指摘がSNS上にて拡散し、北京や上海、広州などの主要都市を中心に中国全土で大規模な抗議活動が起こされた。中にはゼロコロナ政策を主導している習総書記の退陣を要求する声も発生するなど中国では異例の政権批判も起きている。

### 見直し
2022年12月7日、国務院の「新十条」政策の発表により中国は大規模なPCR検査に基づくゼロコロナ政策をやめ、自主健康管理の容認や高齢者へのワクチン接種の促進などで「ウィズコロナ」への方向転換が始まった。
だが、その直後から感染が急激に拡がりコロナに関連した死者が増加していった。首都の北京では急増する死者に火葬場が対応しきれず、火葬場への道に200ⅿの車列ができるほどとなり、他の火葬場でも同様の現象が生じた。中国政府がワクチン接種や医療資源の準備が整わないまま見切り発車したのが原因とみられている。香港メディアは今後、大規模なワクチンの追加接種を行わない場合、死者が96万人に達するとする大学の予測を報道したほか、アメリカの研究機関は死者100万人と予測した。

## 政策転換した国々

### シンガポール
シンガポールでも、ロックダウンや入国制限などによるゼロコロナ政策を執っていたが、2021年8月29日の独立記念日にリー・シェンロン首相がコロナと共存しながらコロナに打ち克つという「コロナ・レジリエント」への移行を宣言した。

### ベトナム
ベトナムでも、食料の購入を配給制にするなど一切の外出を認めない感染対策を執っていたが、2021年10月の新たな感染対策で従来の厳しい行動制限が見直された。2022年1月27日、ベトナムの保健省は新型コロナ感染リスク評価に関する新基準で、新規感染率よりも重症化率や死亡率、医療体制の指標を重視する方針に変更した。